# 平阳公主 (高肇之妻)
平阳公主（?—?），中国南北朝北魏公主，高肇之妻。
平阳公主嫁给了魏宣武帝的舅舅高肇为妻，平阳公主去世后，高肇想让公主家令居户制服，交给学官讨论施行。尚书询问常景，常景说妇人无专国之理，家令不得有纯臣之义，表示反对，朝廷听从。高肇后来又娶高平公主为妻。